# Mniobia loxocorona
Mniobia loxocorona är en hjuldjursart som beskrevs av De Koning 1947. Mniobia loxocorona ingår i släktet Mniobia och familjen Philodinidae. Inga underarter finns listade i Catalogue of Life.